# Scaramuix
Joan Romani i Bonfill, que firma como Scaramuix o Scaramuch, es un historietista español, activo durante los años ochenta del pasado siglo.

## Obra
| Años | Título                      | Guionista    | Tipo       | Publicación                  |
| ---- | --------------------------- | ------------ | ---------- | ---------------------------- |
| 1981 | Una del Oeste               |              | Serie      | Bésame Mucho                 |
| 1982 | Aventuras de Peter Plumcake | Carles Rubio | Serie      | Bésame Mucho, Cairo (1984)   |
| 1990 | Aventuras de Peter Plumcake |              | Monografía | La General: Moriarty, núm. 6 |